# Pagolo da Lari
Pagolo da Lari (Lari, fine XV secolo – inizi XVI secolo) è stato un condottiero italiano.

## Biografia
Nato a Lari, cittadina delle Colline Pisane, nell'attuale provincia di Pisa, Pagolo (Paolo) si dedicò ben presto all'attività militare. Probabilmente di umili origini contadine, fu messo al comando di truppe di fanti.
Entrato al servizio della Repubblica di Firenze, nel 1529 lo troviamo nell'esercito di Carlo V come comandante di fanteria, agli ordini di Luca degli Albizi il giovane, commissario della città del giglio.